# Thyrosticta quadrimacula
Thyrosticta quadrimacula är en fjärilsart som beskrevs av Paul Mabille 1878. Thyrosticta quadrimacula ingår i släktet Thyrosticta och familjen björnspinnare. Inga underarter finns listade i Catalogue of Life.